# Серебряный путь
Серебряный путь (лат. Vía de la Plata) — древняя дорога в западной части Пиренейского полуострова, по которой торговые караваны и пилигримы на протяжении многих веков пересекали полуостров в меридиональном направлении. Конечными точками дороги были города Мерида на юге и Асторга на севере, но дорога имела продолжение на юг до Севильи и на север до Гигии (Хихон).
В 1998 году правительство Испании предложило внести Серебряный путь в Список объектов всемирного наследия ЮНЕСКО в Испании.

## Происхождение названия
В дословном переводе испанское название дороги (Vía de la Plata) означает «серебряный путь» . Как известно, в римские времена на Пиренейском полуострове добывали много серебра и караваны один за другим передвигались по испанским дорогам, доставляя добытый металл к морским портам. Но название этой дороги не имеет отношения к древним римлянам, потому что происходит от арабского словосочетания Bal’latta, которое означает «широкая мощёная дорога». В I веке путь из Севильи в Асторгу был полностью вымощен камнем. В античное же время эта дорога не имела вообще никакого специального названия.

## Цель постройки дороги
Вероятно, римляне начали строительство этой дороги из города Мерида, который был столицей Лузитании, в направлении на север с целью покорения проживавших там кельтских племён астуров, ваккеев и галлеков. По всей протяжённости дороги сохранились характерные следы, доказывающие то, что дорогу построили именно римляне. Плиний Старший, который был прокуратором Тарраконской Испании в 73 году до н. э., пишет, что дорога была построена для вывоза добытого золота. Дорога соединяла два важных региона: Лас-Медулас, район золотодобычи в северо-западной части Испании, и Рио-Тинто в Андалусии, где медь и железо добываются и по сей день.

## Мосты
- Мост Альконетар (Puente de Alconétar), древнеримский арочный мост через р. Тахо
- Мост около древнеримского города Капарра через реку Амброз

## Фотогалерея
- Мост Альконетар.
- Путевой столб времён Нерона
- Туристы идут по "Серебряному пути" в Саламанку.